# Философия физики
Философия физики — раздел философии, изучающий понятие, границы и методологию физики как части науки. В рамках своей задачи философия физики анализирует, например, проблему несовпадения онтологической и физической проекций: например, понимание физикой времени как течения наиболее стабильного процесса и онтологическое понимание времени как течения времени вообще или смены фаз: прошлое, настоящее, будущее. К философии физики относится также проблема причинности, проявляющейся только в физическом мире, а в связи с последней — и проблема корреляции. Наиболее значимыми исследованиями в области философии физики последнего времени следует назвать работу А. Грюнбаума «Философские проблемы пространства и времени» и Д. В. Джохадзе «Диалектика Аристотеля», а также многочисленные исследования Б. Смита, включая совместные с Ж. Петито «Физический и феноменологический мир», «Новые основания качественной физики» и т. п. В то же время проблемой философии физики является практическое отсутствие в данном разделе философии общепринятого аппарата категорий.

### Книги
- Хютт В. П. Абсолютность и относительность в интерпретации квантовой механики / Учёные записки Тартуского государственного университета. Вып. 174. Труды по философии IX. — Тарту, 1965. — 72 с.
- Хютт В. П. Концепция дополнительности и проблема объективности физического знания / Отв. ред. О. А. Подлишевский; Академия наук Эстонской ССР, Институт истории. — Таллин: Валгус, 1977. — 178 с.
- Хютт В. П. Философские вопросы физики в Советской Эстонии за 30 лет (1948—1978): аналитический обзор. — Таллин: ЭстНИИНТИ, 1979. — 186 с.
- Карпенко И. А. Философия физики. К новым принципам научного знания. — М.: ИНФРА-М, 2024. — 203 с. — ISBN 978-5-16-016424-3.
- Лебедев С. А. Философия естественных наук. — М.: Академический проект, 2006. — 560 с. — ISBN 5-8291-0673-6.
- Чудинов Э. М. Теория относительности и философия. — М.: Политиздат, 1974. — 304 с.
- Готт В. С. Философские вопросы современной физики. — М.: Высшая школа, 1972. — 416 с.
- Сарданашвили Г. А. Кризис научного познания. Взгляд физика. — М.: УРСС, 2015. — 251 с.

### Диссертации
- Севальников А. Ю. Философский анализ онтологии квантовой теории. Диссертация на соискание учёной степени доктора философских наук. — М., 2005. Архивировано 12 мая 2012 года.

### Статьи
- Хютт В. П. Дополнительность Н. Бора и её методологическое значение // Логика и методология науки. — М.: Наука, 1967.
- Хютт В. П. Гегель и современное физическое познание // Философские науки. — 1974. — № 4.
- Хютт В. П. Парменид и физика // Философские науки. — 1975. — № 6.
- Хютт В. П. Концепция дополнительности в интерпретации квантовой механики // Принципы дополнительности и материалистическая диалектика. — М.: Наука, 1976. — С. 142—153.
- Хютт В. П. Физический идеализм // Философский энциклопедический словарь  / Гл. редакция: Л. И. Ильичёв, П. Н. Федосеев, С. М. Ковалёв, В. Г. Панов. — М.: Советская Энциклопедия, 1983. — С. 725.